# Kahaluu-Keauhou
Kahaluu-Keauhou é uma Região censo-designada localizada no estado americano de Havaí, no Condado de Havaí.

## Demografia
Segundo o censo americano de 2000, a sua população era de 2414 habitantes.

## Geografia
De acordo com o United States Census Bureau tem uma área de
19,8 km², dos quais 15,4 km² cobertos por terra e 4,4 km² cobertos por água.

## Localidades na vizinhança
O diagrama seguinte representa as localidades num raio de 16 km ao redor de Kahaluu-Keauhou.